# Paul Blasel
Paul Blasel (29. Juni 1855 in Linz – 21. Juni 1940 in Salzburg) war ein österreichischer Operettensänger (Tenor), Theaterschauspieler und -intendant.

## Leben
Paul Blasel debütierte 1872 als Schauspieler und Operettensänger in Ischl und Salzburg, es folgten Engagements in Troppau, Klagenfurt, Nürnberg 1879, Amsterdam 1880, Budapest 1881 bis 1883, Moskau 1984, Brünn 1886 bis 1888 und Wien am Carltheater 1889.
1889 heiratete er Leopoldine Blasel, geborene Korner, in Brünn.
1890 leitete er das Sommertheater in Augsburg und wurde noch im selben Jahr Direktor des Stadttheaters Innsbruck. Von 1891 bis 1895 leitete er das Theater Regensburg, von 1895 bis 1897 das Theater in Teplitz. 1989 ging er als Intendant an das Theater Ulm, 1899 nach Salzburg und 1902 nach Preßburg.
Sein weiterer künstlerische Lebensweg ist unbekannt, er lebte aber in Wien und starb 1940 in Salzburg.
Er war der Cousin von Leopold Blasel, damit waren dessen Eltern Carl Blasel und Johanna Blasel dessen Onkel bzw. Tante.